# Rob van Hulst
Rob van Hulst (Arnhem, 29 maart 1957) is een Nederlands acteur en ondernemer. Hij studeerde sociale psychologie en is afgestudeerd op heroïneprostitutie. Van Hulst heeft een eigen bedrijf, genaamd "Rob van Hulst Producties", waarmee hij sinds 1980 rondleidingen en evenementen op en rond de Wallen verzorgt.
Van Hulst werd vanaf 1988 bij het grote publiek vooral bekend als dokter Eric Koning, de slechterik in de televisieserie Medisch Centrum West. Later maakte hij programma's over de Amsterdamse Wallen en prostitutie in het algemeen. In 1994 presenteerde hij op televisie bij de Avro het spelprogramma Wie van de Drie.